# Готфрид Страсбургский
Го́тфрид Стра́сбургский (нем. Gottfried von Straßburg, 1165 или 1180 — около 1215) — немецкий поэт, один из крупнейших в средневековой Германии. Готфрид Страсбургский наиболее известен как автор стихотворного романа «Тристан» (написан на алеманнском диалекте, не окончен), представляющего собой пересказ одноимённой поэмы англо-норманского трувера Томаса Британского и образующего вместе с ней так называемую «куртуазную» версию знаменитого сюжета бретонского цикла — сюжета любви Тристана и Изольды.

## «Тристан»
Сличение текста Готфрида с его французским источником чрезвычайно затруднено, поскольку от романа Томаса в основном сохранилась последняя часть, как раз недописанная Готфридом, и только фрагмент, содержащий около ста стихов Томаса, может быть непосредственно сопоставлен с его немецким переложением. Провести четкую грань между французским и немецким поэтами нелегко, тем более что произведение Готфрида широко используется для реконструкции версии Томаса. Однако приблизительное сопоставление Томаса и Готфрида стало возможным благодаря наличию английского и скандинавского переводов романа Томаса, выполненных также в начале XIII в.
Характерными особенностями этой версии являются: устранение всех черт старой, так называемой «жонглерской» разработки сюжета, противоречащих куртуазной концепции любви или не соответствующих изысканным формам придворной жизни, тщательная разработка психологических мотивов действия, введение многочисленных лирических диалогов и монологов, любовь к детальным описаниям природы и богатое описание обстановки и придворного быта. В результате подобной переработки сюжета исчезает трагический конфликт роковой непреодолимой страсти и феодальной верности, свойственный старой версии, и в изображении любви Тристана и Изольды начинают звучать мотивы позднейшей эпохи — гармоничная радость реабилитации плоти. Недаром величайший из поэтов «куртуазной» поэзии, Готфрид Страсбургский, по социальному положению — представитель новой общественной группы — городского сословия.
Переработанный сюжет, унаследованный от своего предшественника, Готфрид Страсбургский вложил в поразительную по мастерству форму. Музыкальность и лёгкость стиха, достигаемая чередованием трохеев и ямбов и правильным заполнением такта; уничтожение монотонности двустиший с прямой рифмой введением четверостиший и обилием enjambements; богатство рифм (во всем «Тристане» встречаются только три неточных рифмы); частое применение игры слов, омонимической рифмы, акростиха; отсутствие архаических форм; введение в немецкую речь французских слов и даже целых стихов; наконец склонность к метафорам и антитезам, подчеркиваемым повторением, — всё это характеризует Готфрида Страсбургского как одного из величайших мастеров куртуазного стиля — «стиля, изысканного до прециозности, проникнутого тем очарованием и светлой радостью, той экзальтацией чувства и легким опьянением, которые средневековые поэты называют la joie» (Бедье).
Так же изощрена и богата тематика поэта. Сухие перечисления, свойственные норманским труверам, Готфрид заменил яркими детальными описаниями. Выходца из городского сословия, образованного мирянина, Готфрида Страсбургского пленяет не столько идеология рыцарства с её мистическим слиянием феодальной верности и служения богу (что было свойственно Вольфраму фон Эшенбаху), сколько изысканные и красивые формы его быта, рыцарское «вежество» — куртуазия.
Всякой мелочи этого быта он готов посвятить сотни стихов. В каждом слове поэта звучит радость красоты земной жизни. Представитель класса, ещё не развившего своей культуры, Готфрид Страсбургский мог выразить своё новое жизнеощущение лишь в формах культуры другой, высшей социальной группы, которая была для третьего сословия образцом для подражания.
Конечно, восприятие рыцарства и его культуры было у Готфрида Страсбургского неизбежно внешним. Его идеалом не мог быть Парсиваль — внешне недалекий и грубый («омужиченный»), но полный той силы духа, которую дает стремление к сверхличным целям, рыцарь-аскет, отрекающийся от всего земного. Идеал Готфрида Страсбургского — светский человек, изящный, обходительный, непогрешимый в вопросах этикета; не суровый воин или проповедник, а нежная, любвеобильная натура, подверженная всем соблазнам жизни, стремящаяся к наслаждению.
Певец земной радости, Готфрид Страсбургский и в другом отношении является провозвестником новой культуры: в его повествовании центр тяжести — не на необычайности приключения, а на анализе переживаний действующих лиц, на изображении тончайших оттенков зарождающейся и торжествующей земной любви, — владычицы мира, «diu gewaltaerinne Minne». Не менее показательна любовь Готфрида Страсбургского к весеннему радостному пейзажу: так, изображение жизни изгнанных Тристана и Изольды в суровом лесу превращается у него в ряд идиллических сцен на фоне ликующей природы.
Можно отметить у Готфрида Страсбургского ещё ряд черт, сближающих его с поэтами Возрождения: любовь к аллегории, к намёкам и реминисценциям из античной поэзии, к дидактическим отступлениям, — во всем этом чувствуются первые проблески иной культуры — культуры богатого и образованного горожанина.
Роман Готфрида Страсбургского остался незаконченным, — очевидно, из-за смерти автора. Он обрывается на размышлениях Тристана, собирающегося вступить в брак с Изольдой Белорукой. Существуют два окончания, составленные поэтами — Ульрихом фон Тюргеймом из Швабии (около 1240) и Гейнрихом фон Фрибергом из Верхней Саксонии (около 1300). Третье продолжение, написанное на нижнефранкском диалекте, сохранилось в незначительных фрагментах.
Текст «Тристана» издавался много раз: изд. v. d. Hagen (1819), Golther (1888), Bechstein (1890); превосходный комментированный перевод на современный немецкий язык — W. Hertz (1877).